# マッズ・クリステンセン
マッズ・クリステンセン（Mads Christensen、1984年4月6日 - ）は、デンマーク、オールボー出身の自転車競技（ロードレース）選手。

## 来歴
2000年
- デンマーク選手権・ジュニア部門
  - 1kmタイムトライアル(1kmTT) 優勝
  - 個人追抜 優勝
  - 団体追抜 優勝
  - 個人タイムトライアル(ITT) 優勝

2001年
- デンマーク選手権
  - ジュニア部門
    - 個人追抜 優勝
    - 団体追抜 優勝

  - エリート部門（以下、表記省略）
    - 個人追抜 優勝
    - 団体追抜 優勝
    - マディソン 優勝

2003年
- デンマーク選手権・U23部門
  - 個人ロードレース 優勝

2004年、PHと契約。
- デンマーク選手権・U23部門
  - 個人ロードレース 優勝
- ロードレース世界選手権
  - U23部門・個人ロードレース 3位

2005年、クイックステップ・イネルゲティック（後のオメガファーマ・クイックステップ）に移籍。
- ジロ・デ・イタリア 総合142位

2006年、バルロワールドに移籍。
2007年、デジーナ・ケッケンに移籍。
2008年
- U6サイクリングツアー・ティダホルム 総合優勝

2010年、グルード & マーストランドに移籍。
2011年、サクソバンク・サンガード（後のチーム・サクソバンク）に移籍。
- ブエルタ・ア・エスパーニャ 総合160位

2012年
- バスク一周 山岳賞
- クラシカ・サンセバスティアン 7位